# Astyochia
Astyochia is een geslacht van vlinders van de familie spanners (Geometridae), uit de onderfamilie Ennominae.

## Soorten
- A. cetaria Druce, 1893
- A. cincta Dognin, 1914
- A. cloelia Druce, 1893
- A. colada Druce, 1893
- A. crane Druce, 1885
- A. dentilinea Dognin, 1921
- A. dolens Druce, 1899
- A. emphanes Prout, 1910
- A. faula Druce, 1885
- A. fessonia Druce, 1885
- A. interlineata Warren, 1907
- A. ithra Druce, 1899
- A. lachesis Schaus, 1912
- A. lechula Dognin, 1893
- A. major Dognin, 1914
- A. marginea Dognin, 1907
- A. membranacea Warren, 1904
- A. nebula Schaus, 1901
- A. pallene Druce, 1893
- A. paulina Druce, 1893
- A. petrovna Schaus, 1901
- A. philyra Druce, 1893
- A. philyroides Dognin, 1898
- A. signata Warren, 1906
- A. subliturata Dognin, 1904
- A. transvisata Warren, 1907
- A. vaporaria Hübner, 1825
- A. vidra Dognin, 1898
- A. vitrea Walker, 1866